# Józseffalva (Eszék)
Józseffalva (horvátul: Josipovac, németül: Josefsdorf) egykori német nemzetiségű falu Horvátországban, Eszék-Baranya megyében. Közigazgatásilag Eszékhez tartozik.

## Fekvése
Eszék központjától 7 km-re északnyugatra, a Szlavóniai-síkság szélén, a Dráva jobb partján, a Karasica torkolatának közelében, az Eszéket Valpóval összekötő út mentén fekszik.

## Története
Az A5-ös autópálya építése során a településtől délnyugatra két régészeti lelőhelyet tártak fel. 
A „Selište” nevű lelőhelyen egy a kőrézkori Lasinja kultúrához tartozó őskori település maradványait találták, de feltártak több ókori hulladékgödröt is, és középkori épületek nyomaira is rátaláltak. A „Verušed” nevű lelőhely kőrézkori, bronzkori, kora vaskori, ókori és középkori települések maradványait rejtette. Az Eszéket elkerülő út építésekor a falutól délnyugatra, a Poganovac-kravica-csatornától keletre fekvő enyhe magaslaton tárták fel a „Vinogradi” nevű lelőhelyet, ahol ókori és középkori települések maardványait találták.
Józseffalvát 1786-ban alapította a terület akkori birtokosa Prandau József báró, aki Elzászból hívott 16 német családot telepített itt le. A németek egészen a második világháború végéig a lakosság többségét alkották. A falu Szent József templomát 1884-től 1886-ig építették. A plébánia historia domusa szerint az építkezés kezdeményezői között szerepel John Neubauer, Joseph Schremf, Ivan Pirk és Antun Freimut. Az új templom a petróci plébánia filiája lett.
Az első katonai felmérés térképén „Josephsdorf” néven található. Lipszky János 1808-ban Budán kiadott repertóriumában oppidumként „Josefsdorf” néven szerepel. Nagy Lajos 1829-ben kiadott művében „Josefsdorf” néven 51 házzal, 314 katolikus vallású lakossal találjuk.
1857-ben 467, 1910-ben 991 lakosa volt. Verőce vármegye Eszéki járásához tartozott. Az 1910-es népszámlálás adatai szerint lakosságának 87%-a német, 3%-a horvát, 1%-a magyar anyanyelvű volt. A település az első világháború után az új szerb-horvát-szlovén állam, majd később (1929-ben) Jugoszlávia része lett. 1920-ban megkezdődött a horvát népesség Zagorjéből, Prigorjéből, Dalmáciából, Likából és Boszniából történő bevándorlása. A második világháború végén a német lakosság nagy része elmenekült a partizánok elől. Az itt maradtakat a kommunista hatóságok kollektív háborús bűnösökké nyilvánították, minden vagyonuktól megfosztották és a falu területén az erre a célra kialakított munkatáborba zárták. A táborban 1945. májusától több, mint 3000 embert, elsősorban időseket, nőket és gyermekeket tartottak fogva. Michael Hantler, az egyik fogvatartott nyilvántartása szerint 55 ember halt meg a josipovaci táborban, de a becslések százra teszik az itt elhunytak számát. 1945. július 8-án a táborból mintegy 3000 fogvatartottat vasúton marhavagonokban, elegendő víz és élelem nélkül szállítottak Ausztriába. A kimerült, többségben beteg ember közül néhányan nem élték túl a többnapos utazást. 1945. július 10-én a josipovaci munkatábort feloszlatták és a kevés táborban maradt fogvatartottat átvitték a közeli valpói munkatáborba. Az életben maradottakat erőszakkal Ausztriába és Németországba telepítették ki. Helyükre a háború után Dalmáciából és Zagorje területéről nagyszámú horvát lakosság érkezett. A Szent József plébániát 1969-ben alapították. 1991-ben lakosságának 92%-a horvát, 5%-a szerb, 2%-a jugoszláv nemzetiségű volt. Az 1990-es években a határozott népességnövekedés miatt felmerült annak szükségessége, hogy a falu keleti részén új plébániát hozzanak létre, amely magában foglalja Adolffalva (Višnjevac) nyugati részét. Így Ćiril Kos püspök 1994. december 15-én 2200/1994. számú rendeletével megalapította a Szent Lukács plébániát és felépítették az új plébániatemplomot. A településnek 2011-ben 4101 lakosa volt.

## Lakossága
| Lakosság változása | Lakosság változása | Lakosság változása | Lakosság változása | Lakosság változása | Lakosság változása | Lakosság változása | Lakosság változása | Lakosság változása | Lakosság változása | Lakosság változása | Lakosság változása | Lakosság változása | Lakosság változása | Lakosság változása | Lakosság változása |
| ------------------ | ------------------ | ------------------ | ------------------ | ------------------ | ------------------ | ------------------ | ------------------ | ------------------ | ------------------ | ------------------ | ------------------ | ------------------ | ------------------ | ------------------ | ------------------ |
| 1857               | 1869               | 1880               | 1890               | 1900               | 1910               | 1921               | 1931               | 1948               | 1953               | 1961               | 1971               | 1981               | 1991               | 2001               | 2011               |
| 467                | 659                | 648                | 704                | 948                | 991                | 1.069              | 1.211              | 1.798              | 1.895              | 2.534              | 2.805              | 3.233              | 4.043              | 4.395              | 4.101              |

## Gazdaság
A település gazdaságát a megyeszékhely közelsége döntően meghatározza. A népesség legnagyobb része Eszékre jár dolgozni, kisebb részben pedig a mezőgazdaságban tevékenykedik.

## Nevezetességei
- Szent József tiszteletére szentelt római katolikus plébániatemploma 1884 és 1886 között épült August Lerch, akkori uradalmi építész tervei szerint. Három oltára Szent József, a Szűzanya és Szent Flórián tiszteletére van szentelve. Stefan Heidenbauer grazi szobrászművész fából, tiroli stílusban faragott alkotásai. A plébániát 1969-ben alapították. Ekkor építették a plébániát, a templom homlokzatát pedig renoválták és a harangtornyot rézlemezekkel borították.
- A Szent Lukács evangélista tiszteletére szentelt modern római katolikus plébániatemploma 1994-ben épült.

## Oktatás
A falu iskolája már 19. században működött, de a korai időszakból származó dokumentumok elvesztek. A visszaemlékezések szerint annyi tudható, hogy kezdetben az oktatást a 106. házszámú magántulajdonú lakóházban tartották. Néhány évvel később megépült az az iskola, ahol az oktatás 1961. június 30-ig zajlott. Az oktatás német és horvát nyelven folyt, de 1920-ban a német nyelvű oktatást eltörölték és csak horvátul lehetett tanítani. 1925-ben egy tantermi épülettel bővítették az iskolát, a tanítást pedig két műszakban végezték. A második világháború után Zagorjéből és Dalmáciából nagyszámú új lakos érkezett. 1951 és 1952 között négyosztályos oktatás folyt, alkalmanként bővítve az ötödik és a hatodik osztállyal. 1952-ben az iskola hatosztályos, egy évvel később hétosztályos és végül egy nyolcosztályos lett. 1954 és 1955 között egy újabb osztálytermet nyitottak az Ivan Sinković tulajdonában lévő 112. számú magánházban. Mivel 1958-ban már ez a terem is túl kicsi lett, a Bizovačka utca 9. számú épületben nyitottak új tantermet. Ekkor az iskolának már három műszakban kellett működnie, mivel már 344 tanuló volt. Az új iskola építése 1960-ban kezdődött és 1961. szeptember 4-én kezdődhetett itt meg a tanítás. A fűtést 1970-ben szerelték be az iskolába. Az iskolában a 2004/2005-ös tanévben 330 hallgató volt, akik 16 osztályban tanultak.

## Sport
- Az NK Radnik Josipovac labdarúgóklubot 1954-ben alapították. A csapat a megyei 1. ligában szerepel.
- BK Sveti Luka bocsaklub

## Híres emberek
Itt született 1980. január 31-én Jurica Vranješ 26-szoros horvát válogatott labdarúgó.